# Vanderpump Rules
Vanderpump Rules är en amerikansk TV-serie som följer ett antal anställda på restaurangen SUR i Los Angeles och dess ägare Lisa Vanderpump. Programmet sänds på kanalen Bravo i USA. Åtta säsonger har hittills gjorts och samtliga har visats i Sverige på TV3.